# Вис у Народноослободилачкој борби
Народноослободилачки покрет на Вису активирао се практички одмах након италијанске окупације острва у априлу 1941. године. Покрет је у почецима био искључиво ограничен на прикупљање оружја, демонстрације, окупљање антифашистички расположеног становништва у илегалне народне одборе и пребацивање добровољаца у партизанске јединице на копну. Острво Вис је након капитулације Италије 1943. године постало један од центара Народноослободилачке борбе Југославије и једини део Југославије који Немци никад нису окупирали.
У Титовој пећини на Вису се током 1944. године налазио Врховни штаб НОВЈ, на челу са Јосипом Брозом Титом.

## Развој НОП-а на Вису од 1941. до 1943.
Након Априлског рата 1941, италијанске снаге окупирале су Вис 23. априла, а 18. маја прогласили његову анексију. Месни комитет КПХ за Комижу организовао је прикупљање оружја и муниције, основао илегалне групе и улагао напоре да предратни Блок радног народа прерасте у јединствени народноослободилачки покрет. Крајем јуна на острву је формирана група илегалаца, која је прерасла у партизански вод. Група од 35 омладинаца из Комиже пребацила се рибарским леутима 26. августа у Сплит ради одласка у партизане, али је због страдања Сплитског партизанског одреда била принуђена да се врати.
У италијанским гарнизонима биле су образоване омладинске ударне групе, које су прикупљале оружје, минирале фабричка постројења (17. октобра у Комижи), пратиле рад окупаторскох агената и одржавале илагалне везе. Раднице фабрике сардина и остале жене Комиже извеле су 7. децембра демонстрације. Након тога су окупаторске власти почеле да хапсе и депортују људе, распустиле општинско веће састављено од припадника Блока радног народа и приступиле репресалијама. У јануару 1942. италијанска казнена експедиција вршила је репресалије и хапшења по острву. У фебруару је успостављена веза с партизанским јединицама на трогриско-рогозничком сектору. Поморским везама Вис-Сплит, Вис-увала Сиченица, Вис-јужна обала Хвара упућено је до краја августа 1943. у партизанске редове 238 вишких добровољаца. Истовремено је био формиран Котарски комитет КПХ за Вис, чији је агитпроп издавао лист „Наш извјештај”.
Ноћу 14/15. августа 1943, борци вишке Летеће партизанске чете извршили су препад на италијанску извиђачко-сигналну станицу на брду Хум, заробили људство и запленили комплетно наоружање и опрему. Као одговор на акцију, Италијани су 16/17. августа извршили поморску блокаду, искрцали преко 1.000 војника казнене кеспедиције и авијацијом бомбардовали острво. Пошто нису ухватили нијендог борца, окупатору су 20. августа стрељали 20 ухваћених талаца и повукли се до 27. августа.
У време капитулације Италије септембра 1943, разоружане су посдаде окупаторских гарнизона и формиран Вишки партизански батаљон, који је ушао у састав Хварско-вишког НОП одреда. Почетком октобра формирана је и Вишка флотила морнарице НОВЈ.

## Веза партизана и Савезника на Вису
Кад су крајем октобра 1943. јединице 26. далматинске дивизије и Морнарице НОВЈ напустиле обалу и средњодалматинска острва и повукле се на Вис, остро се постепено претварало у главну поморску базу и седиште Штаба Морнарице НОВЈ, обласних руководстава за Далмацију, окружних руководстава за средњодалматинска острва, Оперативног штаба за одбрану острва, стециште избеглица и рањеникаи центар за успостављање везе са савезничким снагама у ослобођеном делу Италије.
Ратни дневник Врховне команде Вермахта даје сажет опис како је Вис постао стратешка тачка за везу партизана и западних Савезника:
Након капитулације Италије, нашим је снагама веома брзо успело да завладамо источном обалом Јадрана. Једини изузетак било је острво Вис. У току неколико месеци то острво било је поприште сарадње између енглеских војника и Титових људи. Преко Виса стизала је и главнина британске помоћи у војном материјалу и храни, које су превозиле мали, покретни бродови. 

Водећу улогу у тој сарадњи са комунистима играо је британски генерал Меклејн, који је пре тога под именом Сафорд Крипс, радио у британској амбасади у Москви. Он је већ почетком јануара 1944. по први пут боравио на острву Вису. Према нашим информацијама од 10. јануара 1944, тада још није могао да пружи чврсто обећање у вези слања помоћи партизанским јединицама. 

Он је, чини се, играо одлучујућу улогу да се Черчил и британска влада одлуче за Тита, а против Михаиловића. На основу Титових радио порука, које смо прислушкивали, те на основу авионских снимака наших извиђачких машина, крајем јануара 1944. установили смо знатан пораст бродова и робе на Вису. Пошто смо Титове поруке успешно дешифровали, тачно смо знали колики је обим те помоћи.

Тако од 1. до 15. фебруара 1944. на Вис је стигло 49.000 војничких руксака, 140 лаких пушкомитраљеза, 21.000 пушака, а после се та помоћ још повећала. Енглески војни инструктори учили су Титове људе како се рукује са оружјем, а посебно топовима. У једном тренутку, када су очекивали немачки напад на острво, Вис је појачан са енглеским специјалним трупама од 500 командоса.— Ратни дневник Врховне команде Вермахта (Балкан од 1. априла до 31. децембра 1944)
Почетком марта команду над острвом Висом преузео је бригадни генерал Том Черчил, сестрић председника британске владе Винстона Черчила. Према немачким проценама, крајем марта на острву се налазило око 10.000 партизанских бораца и до 800 енглеских војника (те неколико Американаца). Према неким другим проценама, њихов број био је знатно нижи. Немачка војна команда намеравала је крајем 1943. године да освоји острво Вис. Међутим, одлучено је да се окупирају два острва, Брач и Шолта, која су била важнија за одбрану обале, што је средином јануара 1944. и учињено.
О могућем освајању острва Виса било је говора 28. јануара 1944, у Хитлеровом главном штабу. Пошто нису имали довољно бродова потребних за инвазију, решено је да се та операција одложи. Очекивали су да ће отпор на Вису бити снажнији него што је био када су вршили десант на грчко острво Лерос. Почетак акције био је предвиђен између 15. и 20. марта 1944. године. Но, март 1944. је био сав у знаку пада Мађарске, као и кризе на руском јужном фронту. Због тога се њемачка акција против Виса поново морала одгодити. Направљена је студија у вези планираног десанта на острво Вис и она је 9. априла 1944. предочена Фиреру. Хитлер је тражио додатне информације пре него што донесе коначну одлуку. У међувремену, немачко ратно ваздухопловство добило је задатак да уништи аеродром на Вису, који је почео да се гради. Ускоро после тога уследио је тежак напад Луфтвафе против острва Виса. Међутим, немачки извештај од 19. априла 1944. био је скептичан у погледу успешног немачког освајања Виса и закључио да не располажу са довољно снага за тај подухват. После тог извештаја Хитлер је 24. априла 1944. решио да се за сада одустане од инвазије на Вис, али да немачко ратно ваздухопловство настави са бомбардовањем циљева на острву.

## Долазак Врховног штаба НОВЈ на Вис
Операцијом Коњићев скок Немци су у мају 1944. године планирали да ваздушним десантом на Дрвар униште или заробе маршала Тита и највише руководство НОВЈ. Десант који је изведен 25. маја 1944. није Немцима донео очекиване резултате. После тога, уз помоћ савезника, Тито и највише руководство НОВЈ прелазе на Вис, и то преко Италије.
Совјетским авионом из Купрешког поља за Бари, 4. јуна 1944. године, одлетели су маршал Тито, група чланова ЦК КПЈ, Врховног штаба НОВЈ, НКОЈ-а и Председништва АВНОЈ-а, као и чланови совјетске и америчке војне мисије. Авионом је управљао гардијски мајор Црвене армије Александар Сергејевич Шорников, касније проглашен за Хероја Совјетског Савеза и Народног хероја Југославије.
Задатак да се Тито пребаци из Барија на острво Вис поверен је Британској морнарици. На располагање му је стављен разарач "Блекмор" и разарач "Егисфорд" за превоз осталог дела групе. Фицрој Меклејн о томе пише: 
Око шест увече Тито је у пратњи пса Тигра укрцан са почастима и понуђен џином. Како је првобитна маршалска униформа пала у руке Немцима за време напада на Дрвар и однесена у неки музеј у Немачкој, пронађена је замена и он је опет изгледао као и раније и, претпостављам. Тако се осећао...— Фицрој Меклејн
Ради исказивања војних почасти, заповедништво оба разарача је током пловидбе уприличило и извело пригодну вежбу војнопоморског карактера. За време свечане вечере, коју је по Меклејну пратила изузетно дуга листа вина, а и раније, Тито је разговарао на добром енглеском језику, што је изненадило све, чак и бригадира који је с Титом провео доста времена. На темељу тога касније су сарадници америчке службе ОСС изводили претпоставке о ранијем Титовом боравку на подручјима енглеског језика. Након вечере Тито и Меклејн попели су се на палубу. "... Небо је већ постало светлије и наспрам њега видели смо искрзане обрисе далматинских планина. Тито је седио у фотељи и замишљено пушио цигару. Ускоро смо приметили и тамне обрисе Виса, који су се дизали из мора."

## Тито и Врховни штаб на Вису
У рану зору 7. јуна пристали су у комишку луку. Тито се с најближом пратњом сместио у засеоку Боровик, где су постојале две природне пећине, удубљења у громадним каменим масивима. Виша је уређена за Тита. Њено природно проширење у облику предворја служило је као трпезарија и соба за састанке. У малом удубљењу у стени овог проширења уређен је простор за Титовог пса Тигра. Од проширења су се унутар пећине одвајала два удубљења, делом дотерана клесањем. У једном је био смештен радни сто и столица на којој се налазио трофејни немачки индукторски телефон, а у другоме кревет. Околина пећине је такође уређена, како због сигурносних разлога, тако и због побољшања услова за боравак. Маршал је до краја августа стално живео и радио у пећини, будући да је "и поред искуства у Дрвару и даље био склон пећинама" (Меклејн). Касније је боравио у вили Трамонтана, уз море близу увале Стонца, у северозападном пределу Вишке луке.

## Вис центар Нове Југославије
У периоду од доласка маршала Тита на Вис, јуна 1944, па до ослобођења Београда, октобра 1944. године Вис је био седиште највиших цивилних, војних и политичких органа нове Југославије.
16. јуна 1944. на острву Вису дошло је, посредством Енглеза, до споразума између Тита и Југословенске избегличке владе, коју води др Иван Шубашић. Након тога је генерал Владимир Велебит отишао у Лондон и био Титов представник код британске владе и уједно је био и веза са Југословенском избегличком владом. Вишким споразумом Краљевска влада у избеглиштву признаје "националне и демократске тековине извојеване од народа Југославије у току њихове трогодишње борбе, којима су постављени темељи демократском федеративном уређењу".
Одавде је Тито у касно лето 1944. године пошао на разговоре с Черчилом и Стаљином како би учврстио међународни положај, а на вишкој обали 12. септембра 1944. године први пут је отворено говорио о прикључењу словеначких и хрватских крајева који су по Рапалском уговору припали Италији и поручио - Туђе нећемо, своје не дамо!